# Narodowy Związek Chłopski
Narodowy Związek Chłopski – polska partia polityczna w Królestwie Polskim działająca w środowisku wiejskim.
Narodowy Związek Chłopski został utworzony pod koniec 1912 r. przez działaczy ludowych, skupionych wokół tajnego pisma „Polska” którzy w 1908 r. opuścili szeregi Ligi Narodowej i Stronnictwa Narodowo-Demokratycznego kontestując ugodową i orientującą się na Rosję politykę Koła Polskiego w Dumie (tzw. Fronda). Na czele tej grupy stał założyciel i redaktor pisma Aleksander Zawadzki. NZCh głosił hasła solidaryzmu klasowego, a w sporach orientacyjnych zajmował zdecydowanie antyrosyjskie stanowisko. Działacze NZCH walczyli o „zupełną niepodległość Polski w jej dawnych granicach, w bratnim przymierzu z Litwą i Rusią”, popierali też ideę rozwiązania kwestii polskiej niepodległości w oparciu o Austro-Węgry. Byli rzecznikami rozwoju wsi, stąd działali na rzecz powstającej spółdzielczości i kółek rolniczych. Działacze związku głosili też hasła antysemickie. NZCh rywalizował z endecją o wpływy w środowiskach konserwatywnych, a z ruchem zaraniarskim o wpływy na wsi. Przed I wojną światową podobnie jak większość ugrupowań które opuściły Ligę Narodową wszedł w skład Komisji Tymczasowej Skonfederowanych Stronnictw Niepodległościowych.
Do grupy przywódczej NZch wchodzili Aleksander Zawadzki („Ojciec Prokop”), Wacław Dunin, Antoni Piątkowski, Aleksander Bogusławski, Jan Mazur, Błażej Stolarski, Jadwiga Marcinowska. Organami prasowymi były pisma: „Polska”, „Lud Polski”, „Gazeta Ludowa”, „Gromada”, „Bartosz”.
Po wybuchu I wojny światowej NZCh wszedł w 1914 r. najpierw do Zjednoczenia Organizacji Niepodległościowych a następnie Konfederacji Narodowej Polskiej, Na terenach Królestwa zajętych w pierwszym roku wojny przez państwa centralne wchodził w skład Zjednoczenia Stronnictw Niepodległościowych, ściśle współpracując z Naczelnym Komitetem Narodowym w Krakowie. Po zajęciu całości ziem Kongresówki przez państwa centralne Związek wszedł w sierpniu 1915 r. do  Komitetu Naczelnego Zjednoczonych Stronnictw Niepodległościowych. 26 października 1915 NZCh przekształcił się w Związek Ludu Polskiego a pismo „Polska” przyjęło nazwę „Polak”. Na zjeździe 4-6 grudnia 1915 ZLP wraz ze Związkiem Chłopskim i Stronnictwem Ludowym utworzył Polskie Stronnictwo Ludowe.
Z tą linią polityczną ZLP, a przede wszystkim z decyzją o wejściu do PSL nie zgadzał się Aleksander Zawadzki, który wraz z nieliczną grupą swych zwolenników pozostał przy starej nazwie, kontynuując zarazem wydawanie pisma „Polska”, głoszącego z kolei koncepcje monarchistyczne i germanofilskie. NZCh wszedł ostatecznie w lutym 1917 w skład Zjednoczenia Ludowego.